# Liste der Abgeordneten zum Oberösterreichischen Landtag (III. Wahlperiode)
Diese Liste der Abgeordneten zum Oberösterreichischen Landtag (III. Wahlperiode) listet alle Abgeordneten zum Oberösterreichischen Landtag in der III. Wahlperiode auf. Die Wahlperiode reichte vom 20. August 1870 bis zum 27. August 1870 und war von einer Mehrheit der Liberalen Partei geprägt. Die Landesregierung wurde vom Landesausschuss Eigner II gebildet.

## Struktur
Der Oberösterreichische Landtag bestand in der zweiten Wahlperiode aus 49 gewählten Abgeordneten sowie der Virilstimme des Diözesanbischofs. Neben der Virilstimme stellte die Kurie des Großen Grundbesitzes 10 Abgeordnete. Die Städte und Industrialorte wählten in 15 Wahlkreisen insgesamt 17 Abgeordnete, wobei in der Landeshauptstadt Linz drei Abgeordnete gewählt wurden. Die Handels- und Gewerbekammer stellte drei Abgeordnete im Landtag, zudem kamen aus den Landgemeinden aus 12 Wahlkreisen 19 Abgeordnete. Von den Landgemeinden delegierte man dabei mit Ausnahme der Wahlkreise Linz, Grein, Freistadt, Gmunden und Kirchdorf je zwei Abgeordnete.

## Landtagsabgeordnete
| Name                                         | Kurie                      | Wahlbezirk                   | Anmerkung |
| -------------------------------------------- | -------------------------- | ---------------------------- | --------- |
| Achleitner Ignaz                             | Landgemeinden              | Wahlbezirk Grein             |           |
| Apburg Josef                                 | Städte und Industrialorte  | Wahlbezirk Gmunden           |           |
| Binder Josef                                 | Landgemeinden              | Wahlbezirk Freistadt         |           |
| Brandis Heinrich                             | Landgemeinden              | Wahlbezirk Vöcklabruck       |           |
| Dehne August                                 | Großer Grundbesitz         |                              |           |
| Dorfner Josef                                | Landgemeinden              | Wahlbezirk Rohrbach          |           |
| Dürckheim-Montmartin Friedrich Eckbrecht von | Großer Grundbesitz         |                              |           |
| Edenberger Mathäus                           | Großer Grundbesitz         |                              |           |
| Eigner Moritz                                | Städte und Industrialorte  | Landeshauptstadt Linz        |           |
| Figuly von Szep Ignaz                        | Handels- und Gewerbekammer |                              |           |
| Fischer Franz                                | Landgemeinden              | Wahlbezirk Rohrbach          |           |
| Göllerich August                             | Städte und Industrialorte  | Wahlbezirk Grein             |           |
| Gross Franz                                  | Städte und Industrialorte  | Landesfürstliche Stadt Wels  |           |
| Grubauer Sebastian                           | Landgemeinden              | Wahlbezirk Linz              |           |
| Gruber August                                | Städte und Industrialorte  | Wahlbezirk Braunau           |           |
| Hafferl Josef                                | Städte und Industrialorte  | Wahlbezirk Kirchdorf         |           |
| Handel Rudolf von                            | Großer Grundbesitz         |                              |           |
| Hohenwart-Gerlachstein Karl                  | Großer Grundbesitz         |                              |           |
| Huemer Matäus                                | Landgemeinden              | Wahlbezirk Wels              |           |
| Kornseis Bernhard                            | Städte und Industrialorte  | Wahlbezirk Enns              |           |
| Kremer Rafael von                            | Handels- und Gewerbekammer |                              |           |
| Lechner Josef                                | Landgemeinden              | Wahlbezirk Braunau           |           |
| Löwenfeld Moriz                              | Handels- und Gewerbekammer |                              |           |
| Mauhart Franz                                | Landgemeinden              | Wahlbezirk Steyr             |           |
| Mayer Ignaz                                  | Städte und Industrialorte  | Landeshauptstadt Linz        |           |
| Meislinger Anton                             | Landgemeinden              | Wahlbezirk Braunau           |           |
| Peham Franz                                  | Städte und Industrialorte  | Wahlbezirk Schärding         |           |
| Peßler Rudolf von                            | Städte und Industrialorte  | Wahlbezirk Rohrbach          |           |
| Pflügl Albert von                            | Landgemeinden              | Wahlbezirk Vöcklabruck       |           |
| Planck Hermann von                           | Großer Grundbesitz         |                              |           |
| Resch Alois                                  | Landgemeinden              | Wahlbezirk Steyr             |           |
| Reslhuber Augustin                           | Großer Grundbesitz         |                              |           |
| Richter Friedrich                            | Städte und Industrialorte  | Wahlbezirk Vöcklabruck       |           |
| Rohr Ferdinand                               | Städte und Industrialorte  | Wahlbezirk Urfahr            |           |
| Rudigier Franz Josef                         | Virilstimme                |                              |           |
| Schaup Wilhelm                               | Großer Grundbesitz         |                              |           |
| Schrems Johann                               | Landgemeinden              | Wahlbezirk Ried              |           |
| Schwarz Kaspar                               | Städte und Industrialorte  | Wahlbezirk Freistadt         |           |
| Seyrl Franz                                  | Großer Grundbesitz         |                              |           |
| Sonntag Ignaz                                | Landgemeinden              | Wahlbezirk Gmunden           |           |
| Starhemberg Kamillo                          | Städte und Industrialorte  | Wahlbezirk Eferding          |           |
| Steinmayr Johann                             | Landgemeinden              | Wahlbezirk Kirchdorf         |           |
| Weichs Friedrich von                         | Städte und Industrialorte  | Landesfürstliche Stadt Ried  |           |
| Weiß von Starkenfels Viktor                  | Landgemeinden              | Wahlbezirk Ried/Schärding    |           |
| Wertheimer Ferdinand                         | Großer Grundbesitz         |                              |           |
| Wickhoff Franz                               | Städte und Industrialorte  | Landesfürstliche Stadt Steyr |           |
| Wiser Karl                                   | Städte und Industrialorte  | Landeshauptstadt Linz        |           |
| Zehetmayr Johann                             | Landgemeinden              | Wahlbezirk Schärding         |           |
| Zehetmayr Johann                             | Landgemeinden              | Wahlbezirk Wels              |           |